# 西藏报春
西藏报春（学名：Primula tibetica），为报春花科报春花属下的一个种。

## 扩展阅读
維基物種上的相關：西藏报春